# メイクアガール
『メイクアガール』は、2025年に公開された日本のアニメーション映画。原作・脚本・監督をアニメーション作家の安田現象が務めた。天才少年・水溜明と彼が作り出した人造人間・0号、そして若くした亡くなった明の母・水溜稲葉をめぐる物語が描かれる。全編にわたり3DCGで制作された。東京国際映画祭上映作品。

## ストーリー
若くして亡くなった母・稲葉の研究を引き継ぎ、人工知能やロボットの開発に取り組む少年・水溜明は、失敗が続き、行き詰まりを感じていた。そんな時、クラスメイトの大林邦人から、彼女ができたことで自身の能力がパワーアップしたと聞かされる。明は、科学者としての成長を求め、自身の彼女として人造人間・0号を作り出す。

## キャスト
出典 - 
- 水溜明 - 堀江瞬、日向未南（幼少期）
- 0号 - 種﨑敦美
- 大林邦人 - 増田俊樹
- 幸村茜 - 雨宮天
- 海中絵里 - 花澤香菜
- 高峰庄一 - 上田燿司

## スタッフ
出典 - 
- 監督・原作・脚本・絵コンテ・演出・キャラクター原案・総作画監督・CG監督：安田現象
- キャラクターデザイン・美術ボード：高架
- 作画監督・キャラクターメインモデリング：笠原健
- 作画監督補佐：萩生美桜
- 美術監督・美術設定：松下舜
- 音楽：末廣健一郎
- 音響ディレクター：今泉雄一
- 音響効果：上野励
- 製作：メイクアガールプロジェクト[注 1]
- 制作：安田現象スタジオ by Xenotoon
- 配給：角川ANIMATION

## 製作

### 企画・脚本
本作の監督は映像作家の安田現象が務めた。安田が長編映画の監督を務めるのは本作が初めてであり、脚本や絵コンテ、演出などを兼任した。本作のベースとなったのは、安田が2020年に発表したショートアニメ『メイクラブ』であった。この作品は、安田がかつて執筆していたライトノベルを原作としており、第29回CGアニメコンテストにて入賞した。かつて安田が職に就いていなかったころ、「人間関係を介さずに友達が欲しい」と感じたことが『メイクラブ』の制作の起点となっており、友達をどう定義するのかという思考実験を重ねて制作された。
本作の企画は安田が個人スタジオ「安田現象スタジオ by Xenotoon」を設立したことをきっかけにスタートした。スタジオの開設は、2020年に安田が手掛けたヰ世界情緒の「とめどなき白情」のミュージックビデオを、Xenotoonの代表取締役でありアニメプロデューサーの川瀬好一がを視聴し、安田に声を掛けたことがきっかけになったという。スタジオが初めて手掛ける作品のベースを『メイクラブ』にした理由について安田は「近代が舞台なので背景などの美術デザイン面のコストを削れるのと、物語の構造がシンプルだったので、まだ何も整っていない状態のチームでも手を伸ばしやすい作品だったからという理由があります」と語っている。
「安田現象スタジオ by Xenotoon」は安田の個人作家としての経験を生かすため、極めて少人数で構成されている。また、安田の作家性が商業主義に染まること避けるため、製作委員会方式は取られなかった。それが一因となり、制作途中で資金が底を突き、資金を調達するためクラウドファンディングが行われた。クラウドファンディングは2022年8月と2023年9月の2回にわたって行われ、いずれも1000万円を目標に設定されたが、1回目は2370万円、2回目は2310万円と目標を大幅に達成した。
脚本については、「ショートアニメで十分だったよね」と観客に思われないよう、『メイクラブ』から大幅に改稿され、多くの要素が追加された。本作のテーマの一つに「夢を追うこと」があり、代償を支払ってまで追う夢には本当に価値があるのかという疑問が根底となっている。主人公・水溜明は研究の成功を諦め、0号との幸せを選ぶ一方で、明の母・稲葉は自身の夢を叶えるために人生のすべてを犠牲にしており、二人の対比が描かれている。
物語序盤の明は、安田が美術大学在学中に出会い、憧れていた「自分の中の『正解』に向かってひたすら行動できる人」をモデルにしたキャラクターとして作られた。しかし、物語が進むにつれ、0号の影響を受けて人間らしくなり、妥協の末に「正解」を変えていく安田自身のような人間になっていく様子が描かれている。一方、0号は自身のエゴのために大切なものを捨てるキャラクターとして作られた。物語終盤では、稲葉や明によるプログラミングから逸脱し、明を襲う展開が描かれており、それは0号が人間になった瞬間として表現されている。
脚本執筆にあたり、安田は川瀬に対し、脚本の内容には一切口を出さないよう要望した。短編と長編におけるキャラクターの描き方の違いから、脚本の修正は映像制作が佳境に入っても続けられ、最終的に31稿まで改訂が重ねられた。

### 映像制作
本作の制作を担当した「安田現象スタジオ by Xenotoon」は、アニメーター4人、モデレーター3人という少人数で構成されている。制作期間が非常に短かったため、安田はスタッフに対し、繰り返し「7割の完成度に留めてほしい」と伝えていたという。一方で、絵コンテからアニメーションを作る際には解釈をスタッフに委ね、アニメーターの個性を活かした自由度の高い制作が行われた。
今作では、3DCGであることを観客に意識させないよう、3DCG特有の不自然な動きを徹底的に排除することを目標とした。その一環として、意図的にフレームレートを減らし、一般的な手書きアニメと同じ1秒間12コマの映像が制作された。さらに、場面ごとにフレームレートを調整し演出が行われている。
キャラクターデザインは『メイクラブ』から変更され、イラストレーターの高架によって新たに制作された。明は、『メイクラブ』の研究者らしい外見を引き継ぎつつ、漫画的な記号表現としてつなぎを着せたデザインとなった。一方の0号は、培養器をイメージし、青や緑といった寒色を基調としながら、女の子らしさを抑えた中性的なデザインが採用された。これらのキャラクターデザインをもとに、笠原健がモデリングを担当した。
キャラクターモデルはあまり作り込みすぎず、細かいディテールはカットごとにレタッチを加えることで補った。そのため、キャラクターモデルのリグの数は抑えられ、作業の効率化が図られている。表情のレタッチ工程では、まず安田の演出方針に基づき、作画監督の笠原と作画監督補佐の荻生美桜がCLIP STUDIO PAINTで修正を描き込み、それをもとにアニメーターがAfter Effectsで修正を行った。この工程によって、キャラクターがアップになる場面でも表情が乏しくならず、手書きアニメのような質感が得られた。

### キャスティング
0号および稲葉役は、二役の演じ分けや0号の多面的な性格を表現するうえで、高い演技力が求められる役どころであった。そのため、安田が以前関わった作品で演技力に感銘を受けた種﨑敦美が指名された。種﨑は、役柄の特殊さや解釈の余地が大きいセリフに大いに悩まされたという。0号の役作りにあたっては、子供のような純粋無垢な状態をイメージし、それをスタジオでの掛け合いを重ねながら最適化していった。
種﨑以外のキャストはすべてオーディションで選ばれた。明の役について安田は、ピュアでありながら地に足の着いていない感じを、高めの声で演じてほしいと考え、堀江瞬がキャスティングされた。本作は堀江にとって、初めて主演を務めた映画作品となる。演技にあたっては、種﨑が演じる0号との空気感を大切にしたという。

## 主題歌
「花星」
Eveによる主題歌。作詞・作曲はEve、編曲はEve・Zingai。
本作の主題歌。この曲ついてEveは「この作品とも共通項のようなものがいくつもあって、他者との向き合いで変わっていく自分の心境の変化や、当たり前ではない今という現実に向き合って、祈りや願いを込めて制作しました」とコメントしている。

## 封切り
2024年11月5日に東京国際映画祭アニメーション部門にて「主題歌ナシver.」がプレミア上映された
。上映前には安田現象と種﨑敦美が登壇し、トークを行った。翌年1月31日に日本全国で公開された。総上映館数は112館。映画レビューサイト・Filmarksが集計した「1月第5週公開映画の初日満足度ランキング」では全12作品中11位であった。
2月14日からはスマートフォンアプリ「HELLO! MOVIE」を使用した副音声上映が行われた。出演者は安田、種崎、堀江瞬。

## 評価
ライターのタニグチリウイチは、リアルサウンドに寄せた本作のレビュー記事にて、「主人公で天才科学少年の言動がヤバい上に、クライマックスからの展開もヤバく、観た人たちを感嘆と恐慌の入り混じった心情に浸らせている」と評し、明の異常な思考回路が一部の観客には受け入れられず、本作の評価が分かれる要因となっていると指摘する
。一方で、池田明季哉の本作のノベライズでは、0号の視点から描かれる物語を読むことで、ラストの展開や明の生い立ちを理解できると語っている。さらに、アニメーション監督の新海誠がXにて「ゴツゴツした手触りが目立つにせよ力に溢れた映画で、大いに刺激を受けました」と評したことにも触れ、新海と同じく自主制作作品出身の安田の将来性に期待を寄せている。
同じくライターの榑林史章はMOVIE WALKER PRESSの連載企画「今週の☆☆☆」内にて本作を紹介し、「0号の可愛さと健気さにキュン。明の技術を狙う者との、スリリングなチェイスシーンにワクワク。そして終盤に訪れるダークな展開にドキッ。ジェットコースターのように感情が揺さぶられ、いろいろ考えさせられる作品だ。」と評している。
| 総合 | ストーリー | アニメーション | アート | 音楽 |
| ---- | ---------- | -------------- | ------ | ---- |
| C-   | C-         | C              | C+     | C-   |

Anime News Networkのライター・Richard Eisenbeisは本作のレビュー記事にて、主人公の明と黒幕の絵里が同じ葛藤を抱えていることや、愛がその人をよりバランスの取れた人に変えるのかという疑問など、いくつかの興味深い展開がある一方で、脚本に3つの問題点があると指摘している。
- 明が0号を生み出したことが世界を揺るがすことであると語られながらも、民衆や政府からの反応が一切ない点[25]。
- シリアスな題材であるにもかかわらず、0号が人間社会に適応していく過程がコミカルに描かれており、作品全体に大きなゆがみが感じられる点[25]。
- 0号の自由意志の証明という本作の核となるジレンマを正確に発展・探求するのではなく、唐突に伏線もなく、最も極端な方法に行きついてしまう点[25]。

ビジュアル面については、アクションシーンは魅力的である一方で、いくつか奇妙なワイドショットやフレームレートの落ちるシーンが見られ、3Dモデルのディティールも不足していると指摘している。また、劇伴は悪いわけではないが記憶にも残らないとしている。

## Blu-ray
2025年8月27日に「限定版Blu-ray」と「通常版のBlu-ray」の2形態が発売予定。両形態ともに安田現象、種崎敦美、堀江瞬によるオーディオコメンタリーが収録されているほか、限定版には本作の小説版を担当した池田明季哉による書き下ろしショートストーリーや、安田による絵コンテ集が収録される。

## 関連書籍

### ビジュアルブック
メイクアガール 安田現象コンプリートブック
著：安田現象、Xenotoon、メイクアガールプロジェクト
本作、および『あやかしアラモード』を始めとした安田現象の映像作品を特集した公式ビジュアルブック。宝島社より2025年1月10日に発売された。

### 小説
メイクアガール
著：池田明季哉、原作：安田現象・Xenotoon、イラスト：安田現象
本作のノベライズ作品。原作では描かれていない0号視点での物語が描かれる。電撃文庫より2025年2月7日に発売された。
メイクアガール Episode 0
著：池田明季哉、原作：安田現象・Xenotoon、イラスト：安田現象
本作のスピンオフ小説。高校生時代の稲葉が描かれる。電撃文庫より2025年2月7日に発売された。
小説版メイクアガール メイクマイセルフ
著：眞田天佑、原作：安田現象・Xenotoon、イラスト：ぽりごん。
本作のスピンオフ小説。明が作り出した「ロボ明」をめぐる物語が描かれる。MF文庫Jより2025年2月25日に発売された。

### 漫画
メイクアガール
作：熊谷まひろ、原作：安田現象・Xenotoon
公式コミカライズ作品。2025年2月14日より電撃コミックレグルスにて連載中。